# Opel Manta
Opel Manta byl sportovním modelem německé automobilky Opel. Vyráběl se dvou generacích v letech 1970 až 1988. Manta nahradila Opel GT a v roce 1989 ji vystřídal model Calibra.

## Manta A
Vycházela z typu Ascona. Měla být hlavním konkurentem vozu Ford Capri. Během pětileté výroby se vyrobilo 498 533 kusů. Na výběr byla široká paleta pohonných jednotek.

### Motory
- 1.2S 44 kW (60 PS)
- 1.6N 44 kW (60 PS)
- 1.6S 55 kW (75 PS)
- 1.6S 59 kW (80 PS)
- 1.9S 66 kW (90 PS)
- 1.9E 77 kW (105 PS)

## Manta B

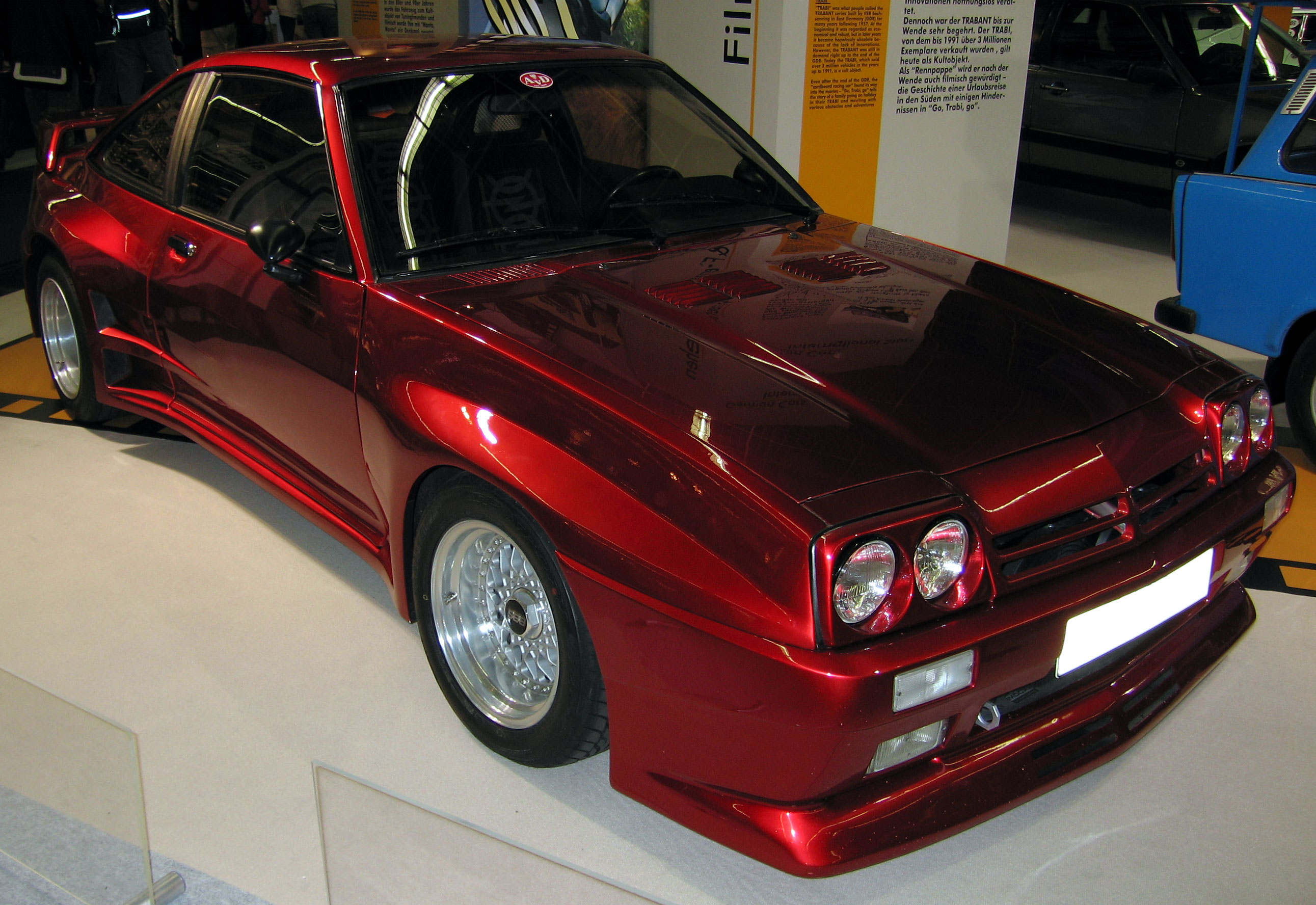
Manta B GT-E

Vycházela z faceliftované Ascony. Na výběr byla jako fastback nebo kupé. Od roku 1979 se Opel začal zúčastňovat rallye s typem Manta 400 ve skupině B.

### Motory
- 1.2S 44 kW (60 PS)
- 1.6N 44 kW (60 PS)
- 1.6S 55 kW (75 PS)
- 1.9N 55 kW (75 PS)
- 1.9S 66 kW (90 PS)
- 1.9E 77 kW (105 PS)
- 1.3N 44 kW (60 PS)
- 1.3S 55 kW (75 PS)
- 1.6N 44 kW (60 PS)
- 2.0N 66 kW (90 PS)
- 2.0S 74 kW (101 PS)
- 2.0E 81 kW (110 PS)

## Závodní verze

### Opel Manta 400

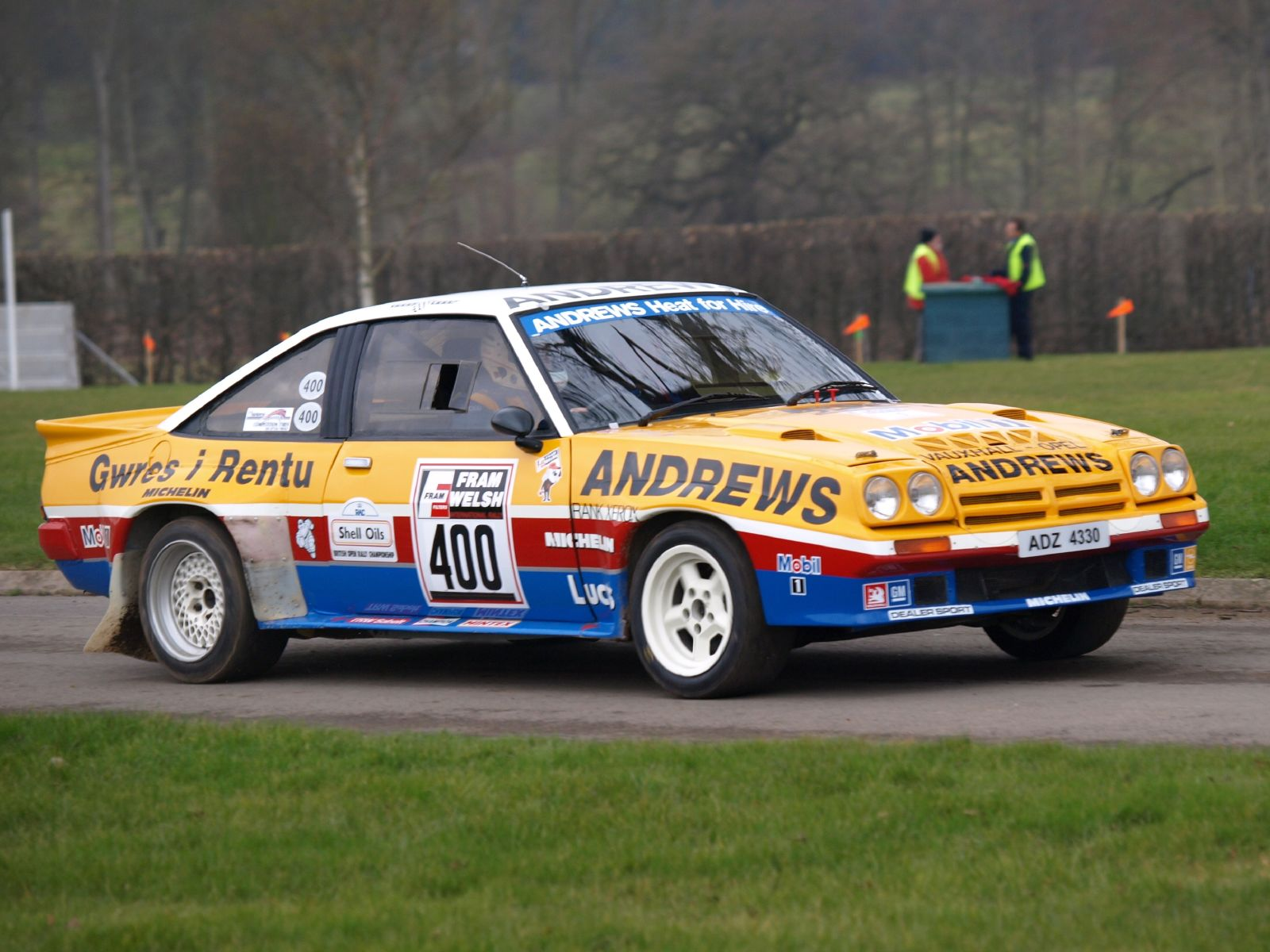
Manta 400

Technicky vycházela z typu Manta B2. Od roku 1979 pracoval tým Opel Motorsport na vývoji modernizované verze Ascona 400. Po vzniku skupiny B se tým ale rozhodl tyto komponenty implantovat do vozu Manta. Na vývoji spolupracovaly firmy Irmscher a Cosworth. Výroba rallyového typu byla ukončena v roce 1985. Do té doby bylo vyrobeno 245 vozů. První soutěží, jíž se vůz zúčastnil, byla Korsická rallye 1983. Nikdy však nezískal žádné vítězství. Největších úspěchů dosáhl na afrických soutěžích, kde vynikala jeho spolehlivost. Na Safari rallye 1984 vybojoval Rauno Aaltonen druhé místo, což byl největší úspěch vozu. Na Rallye Dakar 1984 byl Guy Colsoul první mezi vozy s pohonem jedné nápravy. Jezdci s tímto vozem získaly národní tituly v Británii a Francii.
Vůz měl samonosnou karoserii s motorem vpředu. Poháněl jej čtyřválec o objemu 2420 cm3 s rozvodem OHC který dosahoval výkonu 275 koní a točivého momentu 294 Nm. Na zvýšeném výkonu se podílela dvojice karburátorů Weber DCOE 50. Pětistupňová převodovka byla od firmy Getrag 265. Vůz měl dvoulamelovou spojku, samosvorný diferenciál ZF, tlumiče Bilstein a padesátilitrovou nádrž. Byl 4463 mm dlouhý, 1770 mm široký a vážil 960 kg.
Tým pracoval na vývoji vozu Manta 400 4x4, ale projekt nebyl realizován a dále byl vyvíjen pouze typ Opel Kadett 4x4.